# Scylaticus cuthbertsoni
Scylaticus cuthbertsoni là một loài ruồi trong họ Asilidae. Scylaticus cuthbertsoni được Londt miêu tả năm 1992. Loài này phân bố ở vùng nhiệt đới châu Phi.